# Started from the Bottom / KrabbenKoke Tape
Started from the Bottom / KrabbenKoke Tape (Abkürzung: SFTB / KKT) ist das zweite Musikalbum des deutschsprachigen Rappers SpongeBOZZ. Das Doppelalbum erschien am 9. Juni 2017 über das Independent-Label Bikini Bottom Mafia und wird via Soulfood und recordJet vertrieben.

## Hintergrund
Nachdem SpongeBOZZ 2015 sein Debütalbum veröffentlicht hatte, trat der Rapper nicht mehr selbst musikalisch in Erscheinung. Im Dezember 2016 kam es zu mehreren Falschmeldungen über eine bevorstehende Veröffentlichung des Rappers; unter anderem kündigten mehrere Youtube-Kanäle ein Musikvideo SpongeBOZZ’ für den 21. Dezember 2016 auf dem Kanal JuliensBlogBattle an. Diese Informationen stellten sich als falsch heraus.
Nachdem Informationen über das Album am 23. Dezember 2016 geleakt wurden, erreichte es innerhalb eines Tages rein durch Vorbestellungen die Erstplatzierung der Verkaufscharts beim Onlinevertreiber Amazon. Anschließend veröffentlichten mehrere beim Label Bikini Bottom Mafia unter Vertrag stehende Künstler den Amazonlink auf Facebook, was von Fans als Bestätigung wahrgenommen wurde. Die erste Reaktion auf das Album gab SpongeBOZZ selbst, indem er sein Facebook-Profilbild und seine Titelseite dem Albumcover anpasste. Bereits ein paar Tage später, am 9. Januar 2017, wurden die ersten Titel des Albums SFTB/Apocalyptic Infinity ohne Ankündigung auf YouTube veröffentlicht. Diese dienten einerseits als Werbung für das Doppelalbum, sie waren jedoch auch das Comeback SpongeBOZZ’ und dienten als Ankündigung eines Disstracks gegen Kollegah.

### Etymologie
Die Bezeichnung Started From the Bottom wurde bereits vom kanadischen Rapper Drake im Track Started from the Bottom des Albums Nothing Was the Same verwendet und wird von SpongeBOZZ im ersten Song als Bite bzw. Kopie bezeichnet. Der erste Track des Albums hat ebenfalls diesen Namen.
Der Begriff KrabbenKoke ist ein von SpongeBOZZ bereits öfter verwendeter Neologismus.
- „Multimillionär durch Planktonweed- und Krabbenkokaschmuggel“ – SpongeBOZZ in Planktonweed, 5. April 2015[6][7]

- „Straßendeals mit Planktonweed, Straßendeals mit Krabbenkoke“ – SpongeBOZZ in Killa, 2. Februar 2014[8][9]
- „Dopes Rap, der G, der Planktonweed und Krabbencoke vercheckt“ – SpongeBOZZ in Intro, 17. April 2015[10]
- „Wer will ficken mit den Krabbencoke- und Planktonweedvertickern?“ – SpongeBOZZ in John F. Kennedy, 28. Juni 2014[11][12]
- „Heute ist es Krabbenkokahandel mit Kilos hustlen“ – SpongeBOZZ in Vertrau Niemanden, 17. April 2015[13]
- „Ticker das Krabbenkoke dealen“ – SpongeBOZZ in City of God, 17. April 2015[14]

## Inhalt und Musikstil
Started From the Bottom handelt von Themen wie der Herkunft und dem Werdegang des Rappers. Im zweiten Teil des Albums, dem KrabbenKoke Tape, rappt SpongeBOZZ wie bereits in seinem Debütalbum Planktonweed Tape größtenteils über Kriminalität und Drogen sowie Beleidigungen gegen die deutsche Polizei. In mehreren Songs sind Punchlines gegen diverse Persönlichkeiten wie Kollegah, die 257ers und den YouTuber Liont. Die Hidden EP Payback #forsundiego besteht aus fünf Titeln, die gegen seinen ehemaligen Kollegen und Freund John Webber gerichtet sind.
Das Album besitzt keine Altersbeschränkung.
SpongeBOZZ benutzt wie bereits beim Planktonweed Tape Trap-Beats von Digital Drama, auf welchen er sehr viele unterschiedliche Rapstile ausübt. Der wohl bekannteste davon ist der Doubletime. Es gibt sowohl sehr kurze Doubletimesequenzen, die zusammen mit dem Beat den für ihn typischen Stil hervorrufen. Zudem verwendet der Rapper, meist im Refrain, Auto-Tune.

## Gastbeiträge
Wie bereits beim Planktonweed Tape ist auf dem Doppelalbum der Labelkollege Patrick Bang in den Songs Bikini Bottom Gangster 2 und Krabbenkoke neben SpongeBOZZ vertreten.

## Titelliste
Das Doppelalbum besteht aus zwei Teilen, die Started From the Bottom und KrabbenKoke Tape heißen. Es gibt zudem noch einen dritten Teil mit dem Namen „Payback #forsundiego“, der allerdings nur in der Deluxe-Edition enthalten ist. Die Deluxe-Edition enthält zudem die Instrumentals von jedem Titel. Sowohl der erste als auch der zweite Teil des Albums umfassen 13 Titel, „Payback #forsundiego“ lediglich fünf Titel.
Started From the Bottom (Titel 1–13) – KrabbenKoke Tape (Titel 14–26) – Payback #forsundiego (Titel 27–31)
| #                       | Titel                     | Produzent     | Veröffentlichung               | Länge | Features     |
| ----------------------- | ------------------------- | ------------- | ------------------------------ | ----- | ------------ |
| Started From the Bottom |                           |               |                                |       |              |
| 1                       | Started From the Bottom   | Digital Drama | 9. Januar 2017 (Audio & Video) | 9:05  | -            |
| 2                       | Apocalyptic Infinity      | Digital Drama | 9. Januar 2017 (Audio & Video) | 18:29 | -            |
| 3                       | Rolex O. Handschelle      | Digital Drama | 9. Juni 2017 (Audio)           | 4:15  | -            |
| 4                       | La Familia                | Digital Drama | 9. Juni 2017 (Audio)           | 5:26  | -            |
| 5                       | Bluff Millimet            | Digital Drama | 9. Juni 2017 (Audio)           | 4:04  | -            |
| 6                       | Centurion Card            | Digital Drama | 9. Juni 2017 (Audio)           | 4:50  | -            |
| 7                       | Yellow Bar Mitzvah        | Digital Drama | 25. Mai 2017 (Audio & Video)   | 3:53  | -            |
| 8                       | Rhythm is a Gangster      | Digital Drama | 9. Juni 2017 (Audio)           | 4:38  | -            |
| 9                       | Wory W Sakone             | Digital Drama | 9. Juni 2017 (Audio)           | 4:21  | -            |
| 10                      | Zlatan Ibrahimovic        | Digital Drama | 9. Juni 2017 (Audio)           | 2:59  | -            |
| 11                      | Hype Is Real              | Digital Drama | 9. Juni 2017 (Audio)           | 3:32  | -            |
| 12                      | Moonrocks                 | Digital Drama | 9. Juni 2017 (Audio)           | 3:01  | -            |
| 13                      | Now We Here               | Digital Drama | 9. Juni 2017 (Audio)           | 2:49  | -            |
| KrabbenKoke Tape        |                           |               |                                |       |              |
| 14                      | A.C.A.B. II               | Digital Drama | 25. Mai 2017 (Audio & Video)   | 4:06  | -            |
| 15                      | Blow                      | Digital Drama | 9. Juni 2017 (Audio)           | 3:52  | -            |
| 16                      | Guntalk                   | Digital Drama | 9. Juni 2017 (Audio)           | 2:39  | -            |
| 17                      | 1%er                      | Digital Drama | 9. Juni 2017 (Audio)           | 3:08  | -            |
| 18                      | Pablo Escobar             | Digital Drama | 9. Juni 2017 (Audio)           | 2:50  | -            |
| 19                      | Bikini Bottom Gangster II | Digital Drama | 9. Juni 2017 (Audio)           | 2:56  | Patrick Bang |
| 20                      | Machinegunflows           | Digital Drama | 6. April 2017 (Audio)          | 4:00  | -            |
| 21                      | El Chapo                  | Digital Drama | 9. Juni 2017 (Audio)           | 3:47  | -            |
| 22                      | Sin City                  | Digital Drama | 9. Juni 2017 (Audio)           | 2:37  | -            |
| 23                      | Scarface                  | Digital Drama | 9. Juni 2017 (Audio)           | 4:20  | -            |
| 24                      | Krabbenkoke               | Digital Drama | 9. Juni 2017 (Audio)           | 3:55  | Patrick Bang |
| 25                      | Vatos Locos               | Digital Drama | 9. Juni 2017 (Audio)           | 3:31  | -            |
| 26                      | Plata O Plomo             | Digital Drama | 9. Juni 2017 (Audio)           | 2:58  | -            |
| Payback #forsundiego    |                           |               |                                |       |              |
| 27                      | Kapitel 1                 | Digital Drama | 9. Juni 2017 (Audio & Video)   | 2:17  | -            |
| 28                      | Kapitel 2                 | Digital Drama | 9. Juni 2017 (Audio & Video)   | 1:16  | -            |
| 29                      | Kapitel 3                 | Digital Drama | 9. Juni 2017 (Audio & Video)   | 1:38  | -            |
| 30                      | Kapitel 4                 | Digital Drama | 9. Juni 2017 (Audio & Video)   | 2:19  | -            |
| 31                      | Kapitel 5                 | Digital Drama | 9. Juni 2017 (Audio & Video)   | 3:07  | -            |

## Verschiebungen
Ursprünglich sollte das Album, passend zum Geburtstag des Interpreten, am 17. März 2017 erscheinen, das Datum wurde dann jedoch auf den 12. Mai 2017 geändert. Grund für die Verschiebung sei laut SpongeBOZZ sein Perfektionismus, wie er auf Facebook schrieb:

„Ich arbeite immernoch an den Songs und gebe es erst ab, wenn ich 100% zufrieden bin. [sic]“

Zwei Wochen vor der angekündigten Veröffentlichung am 12. Mai wurde das Album ein zweites Mal verschoben. Es wurde bereits vor der öffentlichen Bekanntgabe von den Fans darüber spekuliert, ob SpongeBOZZ das Album ein weiteres Mal verschiebe, da man zu diesem Zeitpunkt länger nichts mehr von dem Interpreten hörte. Am 27. April wurde dann die Verschiebung offiziell von SpongeBOZZ selbst ebenfalls auf Facebook bestätigt und der neue Termin auf den 9. Juni 2017 festgelegt. SpongeBOZZ gab diesmal zwei Gründe für die Verzögerung an:

„Punkt 1: Ich habe mich einfach übernommen mit der Größe des Projekts und konnte es nicht übers Herz bringen die Songs nicht perfekt zu machen. […] Punkt 2: Es ist Helene Fischer. Es macht absolut keinen Sinn die 1 wegzuschmeissen gegen jemanden, der in einem anderen Universum spielt. [sic]“

## A.C.A.B. II
Nachdem der Titel A.C.A.B. II am 25. Mai um 13:12 Uhr auf dem YouTube-Kanal von SpongeBozz veröffentlicht wurde, erreichte dieser innerhalb kürzester Zeit viel Aufmerksamkeit und konnte schnell über eine Million Aufrufe verzeichnen. Doch bereits einen Tag später, am 26. Mai 2017 gegen 22:00 Uhr, verschwand das Musikvideo des Tracks von YouTube, ohne eine Stellungnahme von SpongeBOZZ. Der am selben Tag veröffentlichte Titel Yellow Bar Mitzvah blieb online verfügbar.
Es gab zunächst keine Meldung von SpongeBOZZ dazu, am 1. Juni wurde aber der Song wieder auf YouTube onlinegestellt. Die Hintergründe dafür sind immer noch nicht ganz bekannt:
„A.C.A.B. II ist wieder online! Ich darf nichts drüber sagen, ausser, dass wir die Sache vorerst abwenden konnten!“ – SpongeBOZZ am 1. Juni in einem Facebook-Post
Auch der erste Teil von A.C.A.B. wurde von YouTube recht schnell gesperrt. Dies lag an den in dem Video vorhandenen Beleidigungen gegen die Polizei und Verharmlosungen von Gewalt und Drogenkonsum. Unter anderem wegen A.C.A.B. wurde SpongeBOZZ’ Debütalbum Planktonweed Tape indiziert. Die Polizei Berlin verneint eine Sperrung aufgrund Beleidigungen wie beim ersten Teil.

## Leaks
Kurz vor der Veröffentlichung am 9. Juni tauchten am 7. Juni Leaks zu den Songs Bikini Bottom Gangster 2, Krabbenkoke, John Webber Diss, Rhythm is a Gangster etc. auf. Dies lag daran, weil einige Versandhäuser und Läden das Album bereits vor dem Erscheinungstermin verkauft und versendet hatten. Die eigentlich noch unveröffentlichten Songs bekamen schnell Aufmerksamkeit durch viele Medienportale und wurden deshalb auch nach wenigen Stunden gesperrt. Dennoch wurde so der Inhalt der Hidden EP, die nun offiziell Payback #forsundiego hieß, verraten.

## Kritik
| Professionelle Bewertungen | Professionelle Bewertungen |
| -------------------------- | -------------------------- |
| Kritiken                   |                            |
| Quelle                     | Bewertung                  |
| Juice                      | [ 19 ]                     |
| laut.de                    | [ 20 ]                     |
| Backspin                   | [ 21 ]                     |
| Tonspion                   | [ 22 ]                     |
| Pleuntah                   | [ 23 ]                     |

Von Musikmedien erhielt Started from the Bottom überwiegend negative Kritiken.
Laut.de gab dem Album einen von 5 Sternen, hob die „Doubletimes in beeindruckender Geschwindigkeit“ und die „vielsilbigen Reimketten“ als positiv hervor, bemängelt aber die „inhaltliche Belanglosigkeit“, „schauderhaften Beats“ und „übermäßige Autotune-Nutzung“. Die enthaltenen Wortspiele wurden wie folgt bewertet: „Die von Seiten der Anhänger viel gepriesenen Wortspiele erreichen in der Regel bestenfalls EnteTainment-Niveau: [...] Vergleiche mit Kollegah grenzen da an Realitätsverweigerung trumpschen Ausmaßes.“ Zudem wurde das Album als „Kandidat für den Bad Taste-Award“ bezeichnet, und zusammenfassend wurde gesagt: „Mit Hip-Hop hat das freilich wenig zu tun. Vielmehr bleibt Spongebozz ein durchkalkulierter Vermarktungsgag“.
Die Redaktion von Backspin gab dem Album 3,3 von 10 Punkten, mit folgendem Fazit: „Mit seinem Doppelalbum kann Spongebozz in unseren Augen leider nur bedingt abliefern. Auch wenn “Started from the Bottom/Krabbenkoke Tape” konstant auf einem technisch sehr hohem Niveau stattfindet und durch prägnante Delivery hervorsticht, mangelt es sowohl inhaltlich als auch in puncto Sound-Unterbau an Kreativität und Alleinstellung.“
Auch das Juice Magazin bewertete das Album negativ und vergab nur 1,5 von 6 Sternen.
Tonspion-Kritiker Marinus Seeleitner gab dem Album einen von 5 möglichen Sternen, laut ihm sei das einzig wirklich Erwähnenswerte daran die hohe Dichte an Disses.
Auch der Review von MZEE-Kritiker Daniel Fersch fiel eher negativ aus. Gelobt wurden die „vielen gekonnt durchgeflowten Passagen“, welche in Kombination mit „den energiegeladenen Beats von Digital Drama“ für „recht unterhaltsame Momente“ sorgen. Negativ bewertet wurden hingegen mit folgenden Worten Inhalt und Lyrik: „Der inhaltliche Mangel wird auch vom Rap kaum ausgeglichen. Spongebozz ist zweifelsohne ein technisch versierter Rapper, das Aneinanderreihen möglichst vieler Reimsilben zwingt ihn jedoch dazu, Sinn- und Grammatikregeln auffällig oft zu brechen. Es scheint, als strauchle der Schwamm beim Versuch, dem selbstverliehenen "God of Battle"-Titel gerecht zu werden.“ Ein weiterer Kritikpunkt in Ferschs Review war das porträtierte Image des Rappers: „Will man mir jedoch zudem weismachen, dass sich all die Kriminalität "in einer Ananas ganz tief im Meer" abspielt, muss selbst ich passen.“ Zusammenfassend sagte Fersch zum Album: „Anders als bei dem von seinem guten Freund veranstalteten Turnier hat Spongebozz auf Albumlänge weiter Probleme, zu überzeugen.“
Dennis Sand, Redakteur für das Nachrichtenmagazin Die Welt, verfasste nach der Veröffentlichung des Albums hingegen eine Rezension, in dem er das Album und Sun Diego äußerst positiv bewertete: „Technisch ist der Schwamm der Beste“.
Deutschrap-Reviewer Pleuntah bewertete das Album ebenso positiv, vergab 5 von 5 Punkten und bezeichnete es, insbesondere aufgrund des guten Flows und der stilistischen Mischung aus Spongebozz und Sun Diego, als „perfekt“ und das in seinen Augen „beste Deutschrapalbum.“

## Nominierungen
- Echo 2018 – Nominierung als bestes nationales Hip-Hop/Urban Album